# 2019年资中地震
2019年资中地震，是2019年12月18日8时14分发生在四川省内江市资中县的一场地震，震中位于北纬29.59度、东经104.82度。本次地震震级为Ms5.2级、Mb5.2级，震源深度14千米。震中距威远县16公里、距资中县20公里、距内江市23公里、距成都市138公里。

## 震害情况
根据内江市应急管理局的统计，该地震截至2019年12月18日19时造成18人受伤，其中5人重伤。受灾人口共计2464人，转移安置47人。房屋倒塌10间，严重损坏163间，一般损坏407间，直接经济损失1146.45万元人民币。此外，灾区一万余户家庭停电，三座移动基站停止运行，成渝高铁重庆往来内江北站多趟列车也晚点或停运。

## 影响
地震发生后，ICL地震预警技术系统提前1秒向内江市区、提前35秒向成都市区发送预警信号，绵阳、德阳、乐山、眉山、宜宾等地亦提前收到预警信号，并通过广播、电视、手机通知等形式提醒民众避险。
地震发生时，灾区多所学校师生进行了有效的避险自救。内江凤翔中学初一六班师生在地震来临时迅速往课桌下寻求掩蔽，并未出现大的混乱；震中陈家镇玉童幼儿园的幼童也按照事先演习的方法在教工带领下有序逃生。
震后，公民镇盘龙寺村村道发生小面积塌方，一块滚落的巨石将村道截断。震中各乡镇居民生活并没有受到多少地震影响，当日傍晚，基本生活秩序就已恢复正常。